# 董文寀
董文寀（1527年—？），又作董文采，字汝和，號雲溪，金吾前衛軍籍山西平陽府臨汾縣人，明朝政治人物。

## 生平
嘉靖三十一年（1552年）壬子科順天府鄉試第五十七名舉人。嘉靖三十八年（1559年）中式己未科會試第二百八十七名，三甲第三十六名進士。授山東章丘縣知縣，四十一年十一月行取，选授河南道試御史，四十四年二月升河南提学佥事，隆慶元年（1567年）十二月升本省右参议，以荐边才，四年七月升本省按察副使，六年闰二月升右参政，三月户科给事中曹大野论大学士高拱大不忠十事，疏中有副使董文采馈以六百金即升为河南参政。
万历二年（1574年）九月起补四川右参政。

## 家族
曾祖董旺；祖父董俊；父董茂，母李氏。严侍下。